# Maxwel Cornet
Gnaly Albert Maxwel Cornet (nascut el 27 de setembre de 1996) és un futbolista professional ivorià que juga de davanter amb el West Ham United de la Premier League i amb la Selecció de futbol de la Costa d'Ivori.